# Peperomia praeruptorum
Peperomia praeruptorum är en pepparväxtart som beskrevs av William Trelease. Peperomia praeruptorum ingår i släktet peperomior, och familjen pepparväxter. Inga underarter finns listade i Catalogue of Life.